# Lipki Górne
Lipki Górne – wieś w Polsce, położona w województwie pomorskim, w powiecie chojnickim, w gminie Czersk.
W latach 1975–1998 miejscowość administracyjnie należała do województwa bydgoskiego.
Przed 2023 r. miejscowość była częścią wsi Lipki